# Мур, Алекс
Александр Роберт Мур (англ. Alexander Robert Moore; 18 июля 1997, Монреаль, Квебек, Канада) — канадский борец вольного стиля, призёр Панамериканских чемпионатов и Игр Содружества.

## Карьера
Мур борьбой занимался с юных лет. В августе 2014 года Мур представлял Канаду на летних юношеских Олимпийских играх в китайском Нанкине, где занял 6-е место в весовой категории до 63 кг. Два года подряд Мур завоевывал золотые медали на чемпионатах Панамерики среди юниоров в 2016 и 2017 годах. Первое соревнование среди взрослых Муру предстояло на Играх Содружества в апреле 2018 года в австралийском Голд-Косте, где Мур в схватке за бронзовую медаль уступил Сомвиру Кадиану из Индии, и занял пятое место в весовой категории до 86 кг. Мур также представлял Канаду на Панамериканских играх в Лиме в августе 2019, где он снова финиширует пятым в весовой категории до 86 кг, уступив в схватке за 3 место Пэту Дауни из США. В мае 2021 года в Софии принимал участие на мировом квалификационном турнире к Олимпийским играм в Токио, однако лицензию добыть не смог. В июне 2022 года Мур был включен в состав сборной Канады на Игры Содружества в Бирмингеме, где стал бронзовым призёром. В сентябре 2022 года он принимал участие на чемпионате мира в Белграде, где выступал в весовой категории до 86 кг. 1 марта 2024 году на Панамериканском олимпийском квалификационном турнире, проходившем в мексиканском Акапулько, он завоевал для Канады лицензию на Олимпийские игры, которые пройдут в Париже.

## Личная жизнь
Мур учился в школе Selwyn House, где его отец был тренером по борьбе, далее он учился в колледже Ванье и в университете Конкордия в Монреале.

## Достижения
- Панамериканский чемпионат по борьбе 2019 — ;
- Игры Содружества 2022 — ;
- Панамериканский чемпионат по борьбе 2023 — .